# Tiso VI da Camposampiero
Tiso VI Novello da Camposampiero, detto anche Tiso Maggiore o Tisone (Padova, seconda metà XII secolo? – tra il 21 marzo e il 13 giugno 1234), è stato un condottiero e politico italiano.

## Biografia
Figlio di Tisolino e di Cunizza da Romano, membro di un'illustre famiglia feudale, fu cittadino di Padova. In città possedeva una casa che vendette al comune nel 1215, il quale l'abbatté per erigervi le proprie sedi (il palazzo della Ragione e gli edifici annessi); della struttura originale resta ancora la torre degli Anziani.
Vassallo del vescovo di Padova, contribuì alle spese sostenute da quest'ultimo in occasione dell'incoronazione di Ottone IV nel 1209. Fu feudatario anche del vescovo di Treviso: nel 1191 ricevette da lui alcune terre e tre anni dopo ne restituì altre che aveva occupato illegalmente.
Combatté a lungo la famiglia dei da Romano. Si avvicinò al marchese Azzo VI d'Este, e quindi al partito guelfo, nel 1204, quando con il fratello Gherardo si oppose alle rivendicazioni di Ezzelino "il Monaco" attorno al castello di Campretto. Secondo alcuni, intervenne a Verona a favore dei San Bonifacio contro i Montecchi, per altri fu coinvolto nell'attentato contro Ezzelino il Monaco a Venezia (1206). Ancora, testimoniò al testamento di Azzo VI divenendo tutore di Azzo VII (1212).
Partecipò con Aldobrandino alla conquista della Marca di Ancona. La vicenda vide la morte di Aldobrandino, mentre il Camposampiero fu fatto prigioniero dai conti di Celano e venne liberato solo qualche anno dopo, pare, per l'interessamento di Azzo VII. Fu dunque vicario della Marca d'Ancona (forse dal 1218), ma venne rimosso durante una ribellione contro gli Estensi e la Chiesa; va citata a proposito una lettera di papa Onorio III, in cui il pontefice accusò il Camposampiero di aver portato alla perdita della Marca esasperando la popolazione con un'eccessiva tassazione.
Fu al seguito di Federico II nel 1220, comparendo come testimone in alcuni atti dell'imperatore e del cancelliere Corrado di Metz.
Nel 1228 si scontrò con Ezzelino III che aveva occupato il castello di Fonte e imprigionato il nipote di Tiso, Guglielmo, di appena tre anni. Nonostante un tentativo di mediazione da parte della Repubblica di Venezia, il Camposampiero riuscì a muovere l'esercito e il popolo padovani contro Bassano. Grazie all'intervento di alcune personalità, Ezzelino rilasciò il bambino e quindi restituì il castello. Poco più tardi (1229), il Camposampiero istigava una rivolta popolare contro Alberico da Romano a Bassano, ma venne presto sedata da Ezzelino.
Forse fece parte della lega che si oppose ai Trevigiani guidati da Alberico, sconfiggendolo nel 1232. Fu presente inoltre all'atto di sottomissione dei Caminesi e delle città di Conegliano e Ceneda al comune di Padova per rafforzare il fronte anti-ezzeliniano.
Da ricordare, inoltre, una vicenda patrimoniale che lo vide direttamente coinvolto. Nel 1216 il figlio del Camposampiero, Giacomo, aveva acquistato la curia di Sant'Andrea da Jacopo da Sant'Andrea (lo scialacquatore citato da Dante) ma quest'ultimo, volendo rientrarne in possesso, attentò alla vita di Tiso. Più tardi, nonostante l'intervento di papa Gregorio IX a favore del Camposampiero, il vescovo di Padova Giacomo Corrado, in accordo con Jacopo, si rivolse ai giudici per rientrare in possesso della curia in quanto feudo vescovile ingiustamente alienato. La questione venne risolta solo diversi anni dopo la morte del Camposampiero.
Il Camposampiero si prodigò nei confronti dei frati minori ed edificò per loro il convento di San Giovanni Battista a Camposampiero, dove passò anche Sant'Antonio da Padova.
Il Chronicon Marchiae Tarvisinae lo ricorda come "amicus interimus marchionis et inimicus constantissimus Eccelini". Fu sepolto a Camposampiero nella chiesa di San Giovanni.

## Discendenza
Tiso sposò una da Camino (forse Rovagnana), che gli diede un figlio, Giacomo, morto prima del 1228. 
Si unì in seconde nozze a Gardionisia da Peraga dalla quale ebbe Gherardo, morto in giovane età, e Tiso VII.